# Raimund Eberle
Raimund Eberle (* 3. April 1929 in Eichet, Gemeinde Bernau am Chiemsee; † 4. Juli 2007) war ein deutscher Jurist und von 1975 bis 1994 Regierungspräsident von Oberbayern.

## Leben
Eberle besuchte die Volksschule in Bernau am Chiemsee und anschließend das Gymnasium in Traunstein. Ab 1949 begann er ein Studium der Rechtswissenschaften an der Ludwig-Maximilians-Universität München. Während seines Referendariats arbeitete er bei verschiedenen Justizbehörden in Traunstein, dem Landratsamt Traunstein und der Regierung von Oberbayern. In dieser Zeit betätigte sich Eberle auch als kommunalpolitischer Berichterstatter für die Traunsteiner Presse.
Im Jahr 1957 legte Eberle das Große Juristische Staatsexamen ab und erhielt eine Anstellung als Regierungsassessor bei der Regierung von Oberbayern. 1958 wurde er in das Bayerische Staatsministerium des Innern berufen, wo er in der Abteilung Kommunalpolitik wirkte. 1959 erfolgte Eberles Berufung zum Pressereferenten im Innenministerium. 1962 wechselte Eberle als Leiter der Pressestelle der Staatsregierung zur Bayerischen Staatskanzlei. Im Jahr 1975 trat er als Nachfolger von Adam Deinlein das Amt des Regierungspräsidenten von Oberbayern an. 1994 trat Eberle außer Dienst und übergab sein Amt an Werner-Hans Böhm.
Seit 1961 war er Mitglied der Studentenverbindung Akademischer Gesangverein München im SV.

## Auszeichnungen
- 1994: Bürgermedaille der Stadt Laufen[2]

## Schriften
- Raimund Eberle: Was früher in Bayern alles recht war. Aus den Anmerkungen des Wiguläus Aloysius Xaverius Freiherrn von Kreittmayr zum Codex Maximilianeus Bavaricus civilis. Rosenheimer Verlagshaus, Rosenheim 1976, ISBN 3-475-52172-5.
- Raimund Eberle: „Die Regierung ist an allem schuld…“: Merkwürdigkeiten aus den Aufzeichnungen eines bayerischen Regierungspräsidenten. Langen Müller, München 1997, ISBN 3-7844-2663-8.